# Pederstrup (Syddjurs Kommune)
 Der er flere lokaliteter med dette navn, se Pederstrup.
Pederstrup er en bebyggelse få kilometer nordøst for Aarhus Lufthavn i Nødager Sogn, Syddjurs Kommune.
Racerbanen Ring Djursland og uddannelsescentret Tradium - Transportuddannelsescenter Djursland, der tidligere hed AMU Center Djursland er beliggende i Pederstrup. Sidstnævnte fusionerede med Randers Tekniske Skole i 2009. I den forbindelse skiftede centret navn til Transportuddannelsescenter Djursland.